# Peter O'Brien
Peter O'Brien (Murray Bridge, South Australia; 25 de marzo de 1960) es un actor australiano, conocido por haber interpretado a Shane Ramsay en Neighbours.

## Biografía
Es hijo de Jack y Betty O'Brien. Trabajó como maestro en el Mercedes College, en el barrio de Springfield (Adelaida). El 24 de diciembre de 1990 se casó con la actriz inglesa Joanna Riding, sin embargo la pareja se divorció en 1994. El 1 de enero de 2003 se casó con la actriz Miranda Otto. La pareja se conoció durante la obra A Doll's House. El 1 de abril de 2005 nació su primera hija, Darcey O'Brien.

## Carrera
El 18 de marzo de 1985 se unió al elenco principal de la popular serie australiana Neighbours donde interpretó a Shane Ramsay hasta el 3 de marzo de 1987, después de que su personaje decidiera irse y viajar alrededor de Australia. Shane es hijo de Max Ramsay y Maria Rossi, y hermano de Danny y Jill Ramsay.
En 1987 se unió al elenco de la serie The Flying Doctors donde interpretó al piloto Sam Patterson hasta 1991.
En 1992 apareció en la serie Crime Story donde interpretó a Martin Johnstone en el episodio "All Good Friends", un año después apareció de nuevo en la serie ahora interpretando al detective de la policía Coffee durante el episodio "The Stonehouse Affair".
En 1993 apareció por primera vez en la serie G.P. donde interpretó a Sam Millar en el episodio "One Perfect Day", más tarde apareció nuevamente en la serie en 1995 ahora interpretando a Peter "Pete" Stoppard durante el episodio "Falling Backwards".
En 1997 apareció como personaje recurrente en la serie Spellbinder: Land of the Dragon Lord donde dio vida a Carl Morgan.
En el 2002 se unió al elenco principal de la serie policíaca White Collar Blue donde interpretó al detective sargento Joe Hill hasta el final de la serie en el 2003. Ese mismo año interpretó de nuevo a Hill ahora en la película con el mismo nombre.
En el 2004 apareció en varios episodios de la serie policíaca The Bill donde interpretó al corrupto detective inspector de policía Peter Cavanaugh.
En el 2005 dio vida al doctor Peter Nelson en la serie policíaca Blue Heelers en dos episodios de la serie, anteriormente había aparecido por primera vez en la serie en 1998 durante el episodio "King of Hearts" donde interpretó a Martin Bridport.
En el 2006 apareció como invitado en la serie Nightmares & Dreamscapes: From the Stories of Stephen King donde interpretó a Keenan.
En el 2007 apareció en varios episodios de la serie médica Casualty donde interpretó al nuevo médico consultante Theo "Stitch" Lambert.
En el 2009 se unió al elenco de la serie Underbelly: A Tale of Two Cities donde interpretó al apostador ilegal y operador de casinos George Freeman. Ese mismo año obtuvo un pequeño papel en la película X-Men Origins: Wolverine donde interpretó a John Howlett, el padre adoptivo de James Howlett/Logan/Wolverine (Hugh Jackman), quien es asesinado por Thomas Logan (Aaron Jeffery) el padre biológico de Logan.
En el 2010 apareció como invitado en varios episodios de la serie Underbelly: The Golden Mile donde interpretó de nuevo a George Freeman ahora mentor del criminal John Ibrahim (Firass Dirani). Ese mismo año se unió al elenco recurrente de la serie Dance Academy donde interpretó al profesor Sebastian Karamakov, el padre de los bailarines Ethan Karamakov (Tim Pocock) y de Kat Karamakov (Alicia Banit), hasta el 2012.
En el 2014 dio vida al inspector de la policía Lachlan McKenzie en la película The Killing Field, en ella compartió créditos con los actores Rebecca Gibney y Liam McIntyre.
En el 2015 aparecerá como uno de los personajes principales en la serie Winter donde interpretará nuevamente a oficial Lachlan McKenzie. La serie es un spin-off del telefilm "The Killing Field" transmitida en el 2014.

## Filmografía

### Series de televisión
| Año             | Título                               | Personaje                | Notas                              |
| --------------- | ------------------------------------ | ------------------------ | ---------------------------------- |
| 2018 - presente | Tidelands                            | Bill Sentelle            |                                    |
| 2018            | GLOW                                 | Rick Hollander           | 2 episodios                        |
| 2018            | Elemental: Hydrogen Vs. Hindenburg   | Lehmann                  |                                    |
| 2015            | Winter                               | Insp. Lachlan McKenzie   | 6 episodios - miniserie            |
| 2010 - 2012     | Dance Academy                        | Sebastian Karamakov      | 9 episodio                         |
| 2012            | Miss Fisher's Murder Mysteries       | René Dubois              | episodio "Murder in Montparnasse"  |
| 2011            | Crownies                             | Steve Coburn             | episodio # 1.13                    |
| 2010            | Underbelly: The Golden Mile          | George Freeman           | 3 episodios                        |
| 2009            | Underbelly: A Tale of Two Cities     | George Freeman           | 11 episodios                       |
| 2009            | Doctor Who                           | Ed Gold                  | episodio Las aguas de Marte        |
| 2009            | :30 Seconds                          | Bill Brooker             | 6 episodios                        |
| 2009            | Rogue Nation                         | John Stephen Jr.         | episodio "Rights of Passage"       |
| 2009            | All Saints                           | Sam Whittaker            | episodio "Out of the Ashes"        |
| 2008            | City Homicide                        | Warren Endicot           | episodio "Guilty as Charged"       |
| 2007            | Gossip Girl                          | Fotógrafo                | episodio "Bad News Blair"          |
| 2007            | Casualty                             | Theo "Stitch" Lambert    | 18 episodios                       |
| 2006            | Nightmares & Dreamscapes             | Keenan                   | episodio "The Fifth Quarter"       |
| 2005            | Blue Heelers                         | Dr. Peter Nelson         | 2 episodios                        |
| 2004            | The Bill                             | Det. Peter Cavanaugh     | 6 episodios                        |
| 2002 - 2003     | White Collar Blue                    | Det. Joe Hill            | 44 episodios                       |
| 2002            | Young Lions                          | Daryll Flynn             | episodio # 1.1                     |
| 2000 - 2001     | Water Rats                           | Matthew Grierson         | 3 episodios                        |
| 2001            | Relic Hunter                         | Allan Devaut             | episodio "Deadline"                |
| 2001            | The Lost World                       | Avery Burton             | episodio "Trophies"                |
| 2000            | The Knock                            | Glen Vaughan             | 4 episodios                        |
| 2000            | Shades                               | Freddie Thompson         | miniserie                          |
| 1999            | Stingers                             | Brian Madden             | episodio "Mr. Right"               |
| 1999            | Queen Kat, Carmel & St Jude          | Bowen                    | 2 episodios - miniserie            |
| 1999            | Queer as Folk                        | Cameron Roberts          | 5 episodios                        |
| 1998            | The Violent Earth                    | Yann Chevalier           | miniserie                          |
| 1998            | Minty                                | Ric da Silva             | 6 episodios                        |
| 1997            | Spellbinder: Land of the Dragon Lord | Carl Morgan              | 26 episodios                       |
| 1997            | Big Sky                              | Tom                      | 2 episodios                        |
| 1995 - 1996     | Cardiac Arrest                       | Cyril "Scissors" Smedley | 21 episodios                       |
| 1996            | Shark Bay                            | -                        | -                                  |
| 1995            | G.P.                                 | Peter "Pete" Stoppard    | episodio "Falling Backwards"       |
| 1994            | Law of the Land                      | Andy Cochrane            | -                                  |
| 1994            | The All New Alexei Sayle Show        | Doctor                   | 6 episodios                        |
| 1993            | Crime Story                          | Detective Coffee         | episodio "The Stonehouse Affair"   |
| 1993            | Taggart                              | Bill Hamilton            | episodio "Death Without Dishonour" |
| 1993            | Time Trax                            | Savage                   | episodio "Night of the Savage"     |
| 1992            | Cluedo                               | Warren "Axeman" Hackett  | episodio "The Axeman Cometh"       |
| 1991            | Performance                          | James Anderson           | episodio "The Trials of Oz"        |
| 1987 - 1991     | The Flying Doctors                   | Sam Patterson            | 75 episodios                       |
| 1990            | The Gift                             | Jack Venn                | miniserie                          |
| 1985 - 1987     | Neighbours                           | Shane Ramsay             | 222 episodios                      |
| 1985            | The Henderson Kids                   | Suds                     | episodio "Passing Muster: Part 1"  |
| 1984            | Prisioner                            | Tim Carter               | episodio # 1.436                   |
| 1983            | Carson's Law                         | -                        | -                                  |
| 1983            | Starting Out                         | Craig Holt               | -                                  |

### Películas
| Año  | Título                             | Personaje               | Notas |
| ---- | ---------------------------------- | ----------------------- | --- |
| 2014 | Love of my Life                    | Thomas                  | junto a Bel Deliá, Michael Budd y Diarmid Heidenreich                                                     |
| 2014 | The Killing Field                  | Insp. Lachlan McKenzie  | junto a Rebecca Gibney, Liam McIntyre y Chloe Boreham                                                     |
| 2012 | Hanyut                             | Kesper Almayer          | junto a James Corley, Diana Danielle, Sofia Jane y Ady Putra                                              |
| 2012 | Dangerous Remedy                   | Barry Smith             | junto a Gary Sweet, Maeve Dermody, William McInnes, Caroline Craig y Susie Porter                         |
| 2012 | Undertown                          | Marcus French           | junto a Dina Meyer, Jordanna Allen, Anna McGahan, Robyn Moore y Victor Parascos                           |
| 2012 | Careless Love                      | Luke                    | junto a Nammi Le, David Field, Ivy Mak, Penny McNamee y Hugo Johnstone-Burt                               |
| 2010 | Beat                               | Bill                    | corto - junto a Matthew Whittet y Matthew Dyktynski                                                       |
| 2009 | X-Men Origins: Wolverine           | John Howlett            | junto a Hugh Jackman, Liev Schreiber y Danny Huston                                                       |
| 2009 | A World Away                       | John                    | corto - junto a Zoe Charman y Jodie Dry                                                                   |
| 2006 | The Return                         | Terry Stahl             | junto a Sarah Michelle Gellar, Adam Scott, Kate Beahan y Sam Shepard                                      |
| 2006 | Fatal Contact: Bird Flu in America | Alan                    | junto a Joely Richardson, Justina Machado, Stacy Keach, Kodi Smit-McPhee, Jonny Pasvolsky y Steve Bastoni |
| 2005 | Hell Has Harbour Views             | Tim Sullivan            | junto a Matt Day, Lisa McCune, Marta Dusseldorp, Steve Bisley, Freya Stafford, David Field y Roy Billing  |
| 2004 | Through My Eyes                    | Ian Barker Q.C.         | junto a Miranda Otto, Craig McLachlan, Grant Bowler, Shaun Micallef, Andrew McFarlane y Travis McMahon    |
| 2003 | Code 11-14                         | Detective McElroy       | junto a David James Elliott, Terry Farrell, Stephen Lang y Nanci Chambers                                 |
| 2003 | The Pact                           | Roy Folksdale           | junto a Sigrid Thornton, Robert Mammone, Essie Davis, Saskia Burmeister, Basia A'Hern y Jamie Croft       |
| 2002 | White Collar Blue                  | Detective Sgt. Joe Bill | junto a Freya Stafford, Brooke Satchwell, Don Hany, Richard Carter, Linda Cropper y Sandy Winton          |
| 2001 | The Day of the Roses               | Boris Osman             | junto a Rebecca Gibney, Gigi Edgley, Stephen Curry, Andrew McFarlane, Chris Haywood y Helen Dallimore     |
| 2001 | The Innocent                       | Paul Huntley            | junto a Paul Rhys, Clare Holman, Michael Cochrane y Ben Miles                                             |
| 2000 | Deceit                             | Richard Moreland        | junto a Francesca Annis, Christopher Fulford y James Hazeldine                                            |
| 1999 | Sabrina, Down Under                | Dr. Julian Martin       | junto a Melissa Joan Hart, Tara Strong, Scott Michaelson, Rebecca Gibney y Conrad Coleby                  |
| 1999 | Sally Marshall Is Not an Alien     | David Lawson            | junto a Natalie Vansier, Melissa Jaffer y Rhett Giles                                                     |
| 1999 | See How They Run                   | Don Morton/Cassidy      | corto - junto a Anne Looby, Katie Blake y Becky Simpson                                                   |
| 1999 | Halifax f.p: Swimming with Sharks  | Steve Elliot            | junto a Rebecca Gibney, Marton Csokas, Luke Elliot y Nicholas Bell                                        |
| 1998 | Entertaining Angels                | -                       | corto - junto a Moira Kelly, Martin Sheen y Tina Bursill                                                  |
| 1996 | Hotel de Love                      | Norman Carey            | junto a Aden Young, Saffron Burrows, Ray Barrett, Belinda McClory y Raelee Hill                           |
| 1996 | Michael Collins                    | Pianista                | junto a Liam Neeson, Aidan Quinn, Ian Hart y Julia Roberts                                                |
| 1990 | A Kink in the Picasso              | Joe                     | junto a Mike Bishop, Jane Clifton, Andrew Daddo y Peter Farago                                            |

### Director y escritor
| Año  | Título                           | Notas                                                           |
| ---- | -------------------------------- | --------------------------------------------------------------- |
| 2009 | Schadenfreude                    | corto - director y escritor                                     |
| 1979 | Love Thy Neighbour in Australia  | episodio "Out of the Frying Pan" - departamento de electricidad |
| 1978 | Father, Dear Father in Australia | 2 episodios - departamento de electricidad                      |

### Teatro[6]
| Año  | Obra                          | Personaje      | Director (a)   | Teatro                 | Notas                                                                |
| ---- | ----------------------------- | -------------- | -------------- | ---------------------- | -------------------------------------------------------------------- |
| 2011 | Three Sisters                 | Vershinin      | Adam Cook      | State Theatre Company  | junto a Carmel Johnson, Nadia Rossi y Kate Cheel                     |
| 2002 | A Doll's House                | Torvald Helmer | Robyn Nevin    | Sydney Theatre Company | junto a Miranda Otto                                                 |
| 1998 | The Big Picture               | -              | Ros Horin      | Stables Theatre        | junto a Lisa Hensley, Genevieve Lemon y Celia Ireland                |
| 1996 | Miss Bosnia                   | -              | Nadia Tass     | Alexander Theatre      | junto a Anna Borghesi, Genevieve Picot y Nicki Wendt                 |
| 1995 | Arcadia                       | -              | Simon Phillips | Drama Theatre          | junto a Sally Cooper, Helen Morse y Genevieve Picot                  |
| 1994 | A Flea in Her Ear             | -              | Simon Phillips | Playhouse Theatre      | junto a Margaret Downey, Judith McGrath y Genevieve Picot            |
| 1994 | There's One In Every Marriage | -              | Babs McMillan  | Mietta's Theatre       | junto a Alan Fletcher, Margot Knight, Genevieve Picot y James Wright |
| 1993 | Goodbye Sunshine              | -              | John Saunders  | -                      | junto a Alice Ferguson, Rodney Hollens y Anthony Rive                |
| 1992 | A Woman Alone                 | -              | Jim McMullen   | -                      | junto a Lisa Goodger y John Matkovic                                 |
| 1992 | The Game of Love and Chance   | -              | Jenny Kemp     | Russell St. Theatre    | junto a James Benedict, Bob Hornery y Alison Whyte                   |

## Premios y nominaciones
| Año  | Categoría                                          | Premio             | Serie             | Resultado |
| ---- | -------------------------------------------------- | ------------------ | ----------------- | --------- |
| 2003 | Most Outstanding Actor In A Drama Series           | Silver Logie Award | White Collar Blue | Ganó      |
| 2002 | Best Actor in a Leading Role in a Television Drama | AFI Award          | White Collar Blue | Nominado  |
| 1987 | Most Popular Actor                                 | Silver Logie Award | Neighbours        | Ganó      |
| 1986 | Most Popular New Talent                            | Logie Award        | Neighbours        | Ganó      |